# マツダ・MAZDA3
MAZDA3（マツダ・スリー、一部媒体で「マツダ3」の表記あり）は、マツダが製造・販売するCセグメントの乗用車である。
2003（平成15年）年から日本国内で「アクセラ」の名称で販売されていた車種の後継モデルであるが、本モデルよりグローバルでのモデルネームである「Mazda3」の名称を世界共通で用いる。このため本項では2019年（令和元年）発売モデルを便宜上「日本国内初代」と表現するが、グローバル向けつまりアクセラからの通算としては「4代目」に当たる。

## 日本国内初代（通算4代目）BP系（2019年 - ）
2018年11月28日に世界初公開、同年のロサンゼルスオートショー及び翌年の東京オートサロンでお披露目となり、2019年5月24日に日本国内で販売開始。アクセラのラインナップを踏襲しているが、それまで「スポーツハッチバック」として販売されていたモデルは「ファストバック」と称された。
CX-5から始まった“魂動”デザインを深化させた、マツダの次世代商品群の第1弾として位置づけられており、マツダ自身が用いた「引き算の美学」というキーワードの下、エクステリアデザインはボディ側面に入れられることが多いキャラクターラインを極力排除し、面の変化で質感を表現している。ファストバックとセダンではデザインの方向性が異なっており、ファストバックは「色気のある塊」というデザインテーマに基づき、曲面の抑揚だけで動物が持っている下半身の大きな塊を表現したものとなった一方で、セダンは「凛とした伸びやかさ」というデザインテーマに基づき、前後フェンダーにキャラクターラインを入れるなど、水平基調を強めたデザインとなっている。
走行性能・乗り心地を向上させた新世代車両構造技術「SKYACTIV-VEHICLE ARCHITECTURE（スカイアクティブ ビークル アーキテクチャー）」を初めて全面採用し、人間の持つバランス能力を最大限に引き出すことを追求し、シート、ボディ、シャーシを基本から徹底的に改善した。
日本向けのパワートレーンは大きく分けて4種類。3代目アクセラにも採用された1.5L直列4気筒直噴DOHCガソリンエンジン「SKYACTIV-G 1.5」（P5-VPS）、CX-3に搭載されているものと同型の2.0L直列4気筒直噴DOHCガソリンエンジン「SKYACTIV-G 2.0」（PE-VPS）、同じくCX-3に搭載されているものと同型の直列4気筒直噴DOHCディーゼルターボ「SKYACTIV-D 1.8」（S8-DPTS）をラインナップする。
火花点火制御圧縮着火（SPCCI）を実用化したガソリンエンジンである「SKYACTIV-X 2.0（後述の一部改良後、現在はe-SKYACTIV Xに改称）」（HF-VPH） もラインナップされる。当該機種は、東芝の二次電池「SCiB」を採用したマイルドハイブリッドシステム「M Hybrid」（エムハイブリッド）を採用している。マイルドハイブリッド車は他からやや遅れて2019年12月5日に投入された。「M Hybrid」はAT車だけでなく、MT車にも搭載される。
セダンは、販売開始時点で「SKYACTIV-G 2.0」と「SKYACTIV-D 1.8」の2種類のみであった（2019年12月5日に「SKYACTIV-X 2.0」モデルが、2020年5月21日に「SKYACTIV-G 1.5」モデルが順次追加）。日本国外向けには2.5L直列4気筒直噴DOHCガソリンエンジン「SKYACTIV-G 2.5」も用意される。
トランスミッションは、全車とも6速オートマチックの「SKYACTIV-DRIVE」が搭載され、ファストバックの1.5Lガソリンの2WD車と2.0Lガソリンの2WD車、2.0Lマイルドハイブリッドには6速マニュアルの「SKYACTIV-MT」も設定される。セダンは全グレードAT車のみである。
サスペンションはフロントは先代に引き続きマクファーソンストラット式を採用するが、リアは自然な運転感覚を重視してトーションビーム式を採用した。
日本向けのグレード構成は、2.0Lガソリンエンジン車「20S」、1.8Lディーゼルターボ車「XD」（クロスディー）、1.5Lガソリンエンジン車は「15S」と「15S Touring」の2グレード、2.0Lマイルドハイブリッド車「X」は「PROACTIVE」、「PROACTIVE Touring Selection」、「L Package」の3グレードが基本で、ファストバック車のみ、赤レザーを採用した専用の最上級グレード「Burgundy Selection」 が設定される。カタログ等に記載はないが法人向けグレードとして1.5Lガソリンエンジン車に「15C」が設定される。
前身の3代目アクセラから引き続き装着されるSKYACTIV専用エンブレムがMAZDA3では新デザインとなり、ガソリン車は「SKYACTIV G」、マイルドハイブリッド車は「SKYACTIV X（のち、e-SKYACTIV X）」、ディーゼル車は「SKYACTIV D」と表記される。
初代 - 3代目アクセラで設定されていた教習車は、MAZDA2（日本国外向けセダン）をベースとしたモデルに切り替えられ、当モデルでは設定されていない。
全車WLTCモードによる燃料消費率・排出ガスに対応しており、1.5Lガソリンエンジン車は「平成30年排出ガス基準75%低減レベル（☆☆☆☆☆）」、2.0Lガソリンエンジン車は「同50%低減レベル（☆☆☆☆）」認定をそれぞれ取得している。
フォグランプは全車とも装備されない。

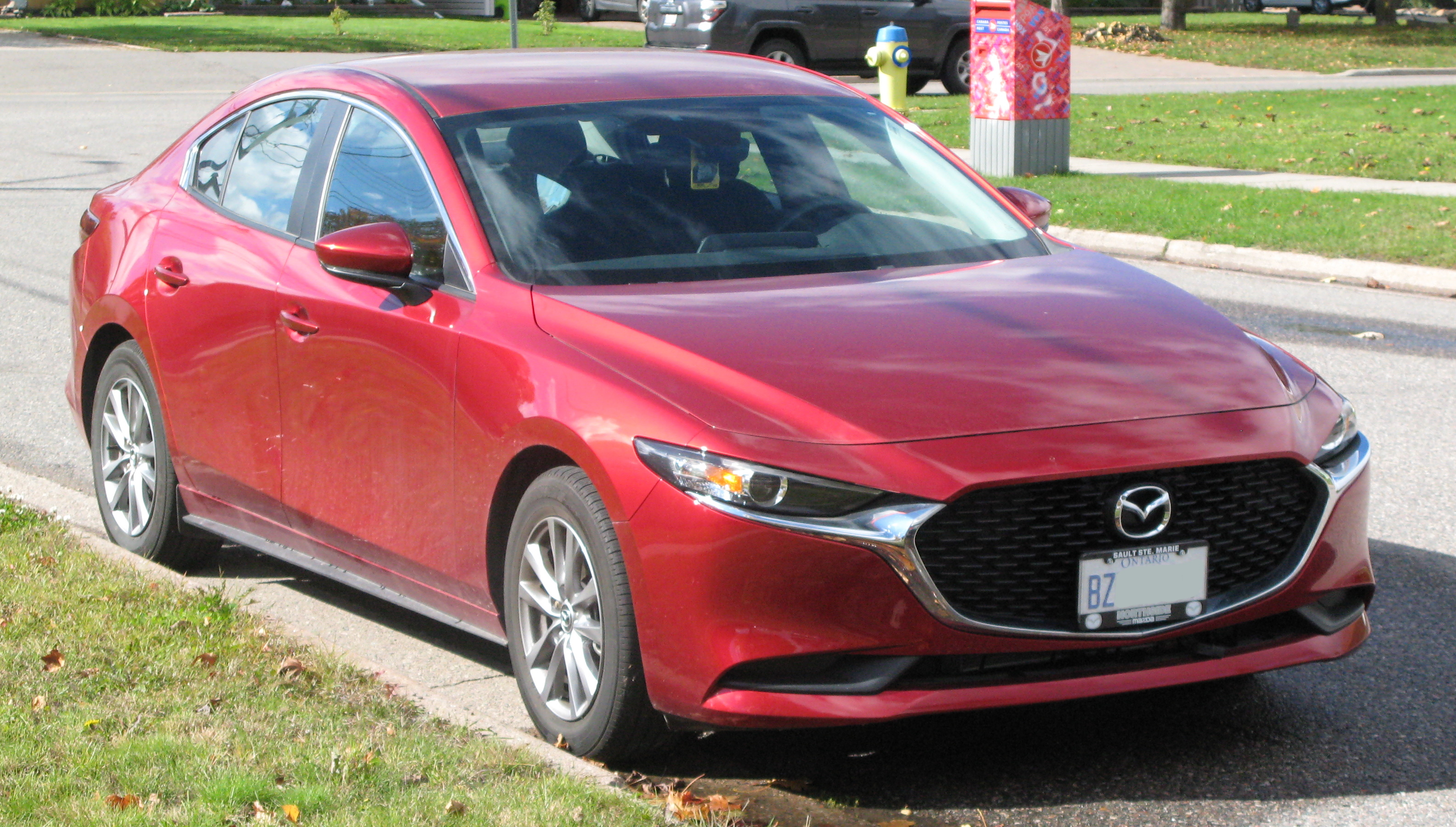
セダン（北米仕様車）
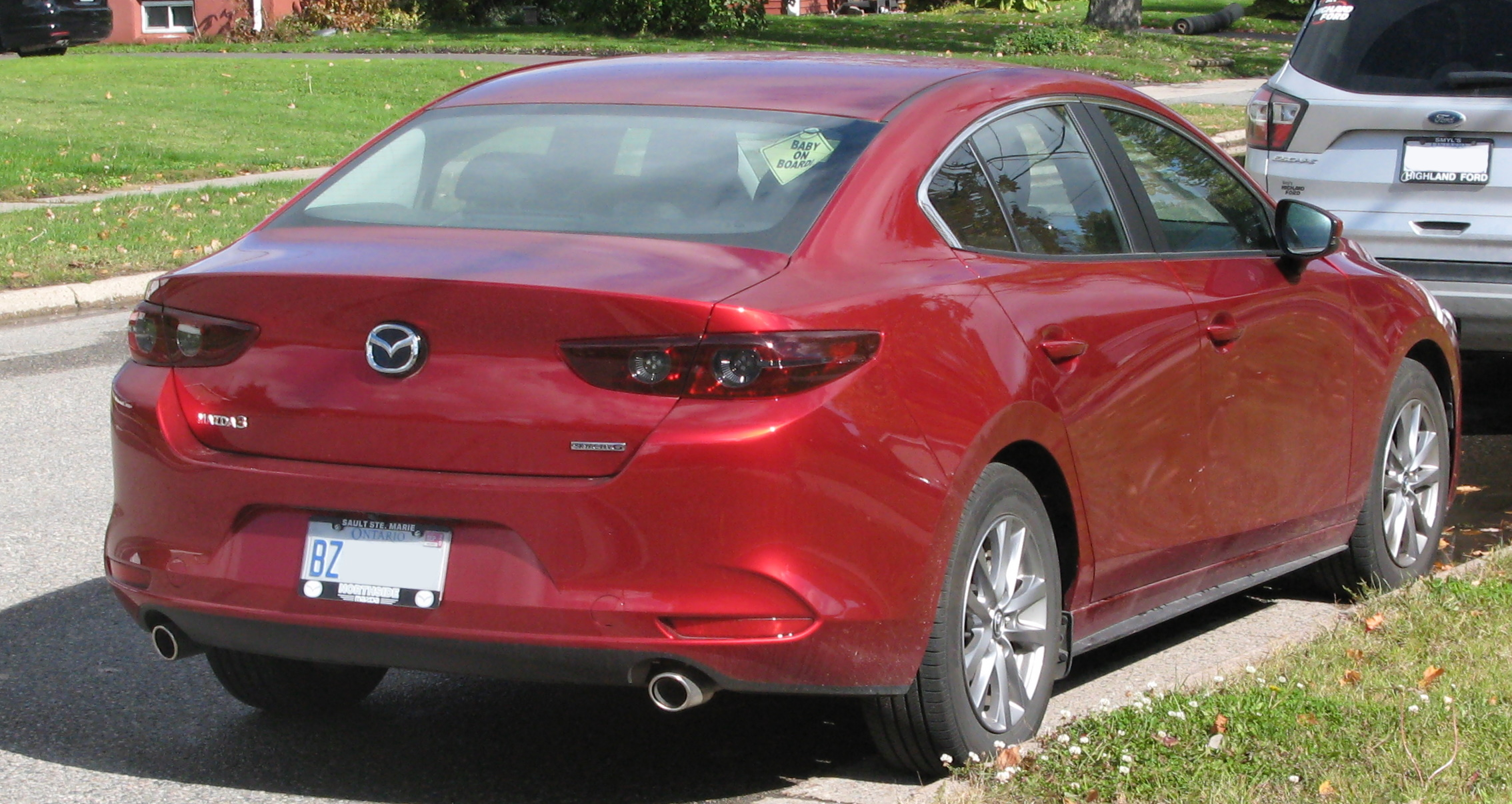
セダン（北米仕様車）
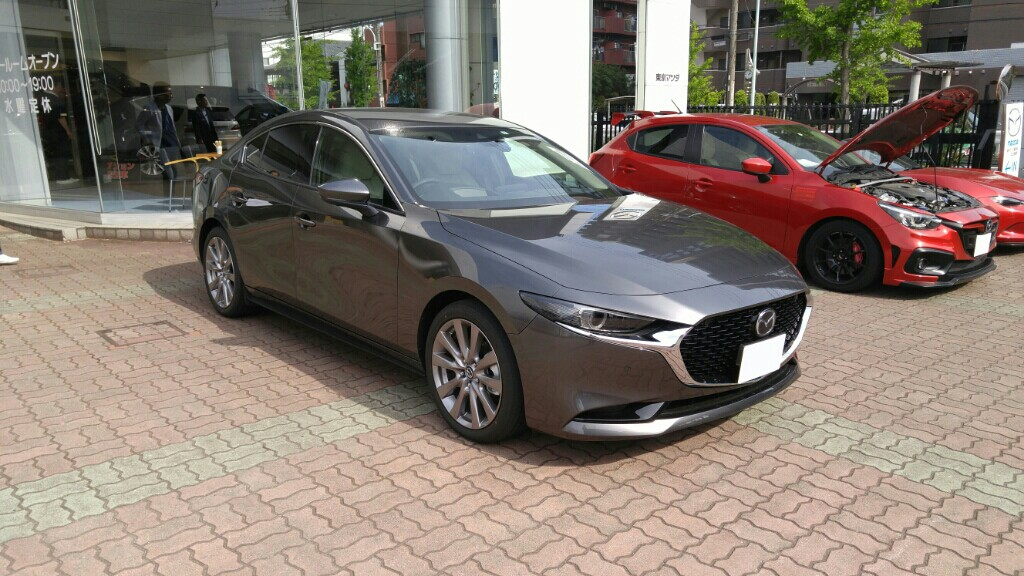
セダン 20S (日本仕様車)
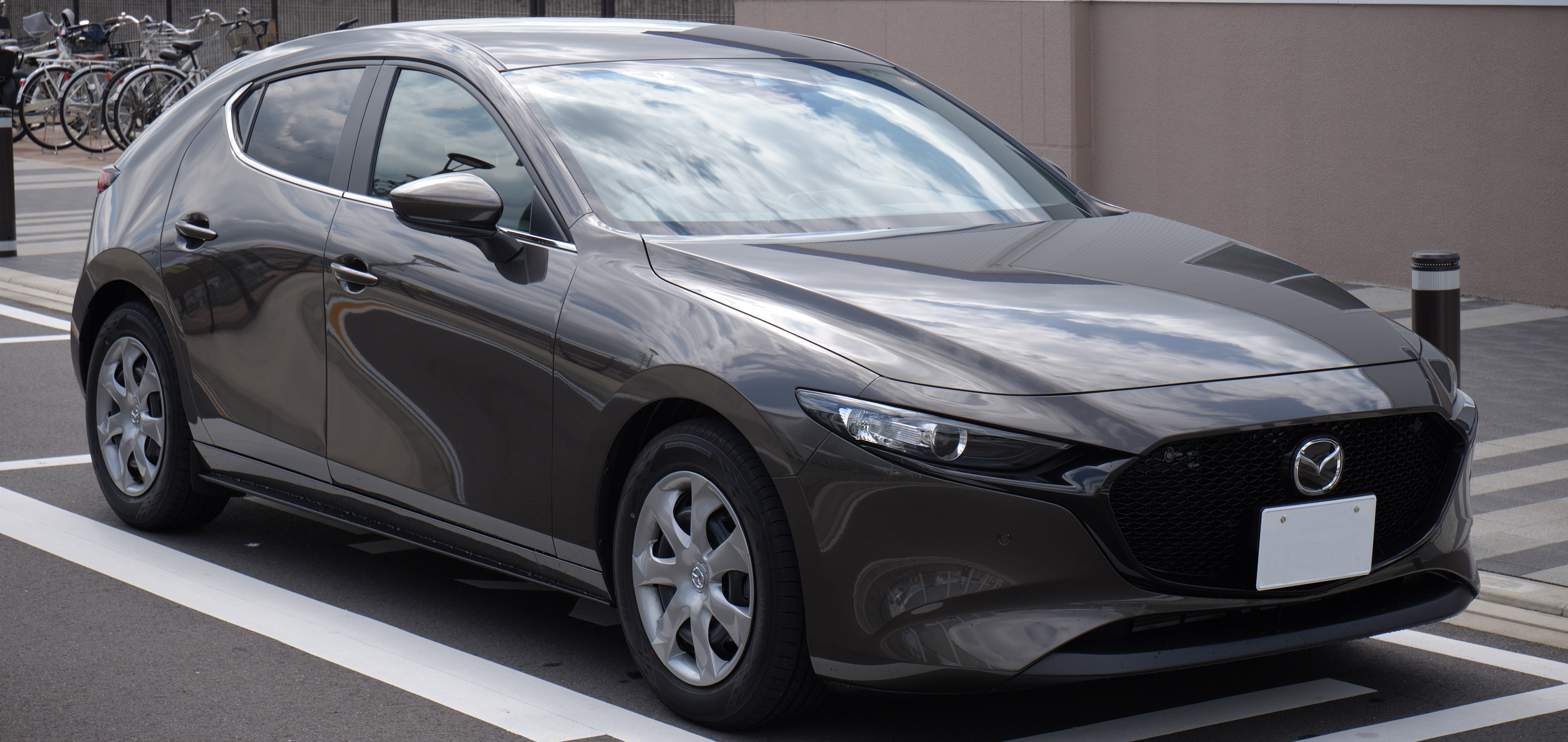
ファストバック 15C (フロント)
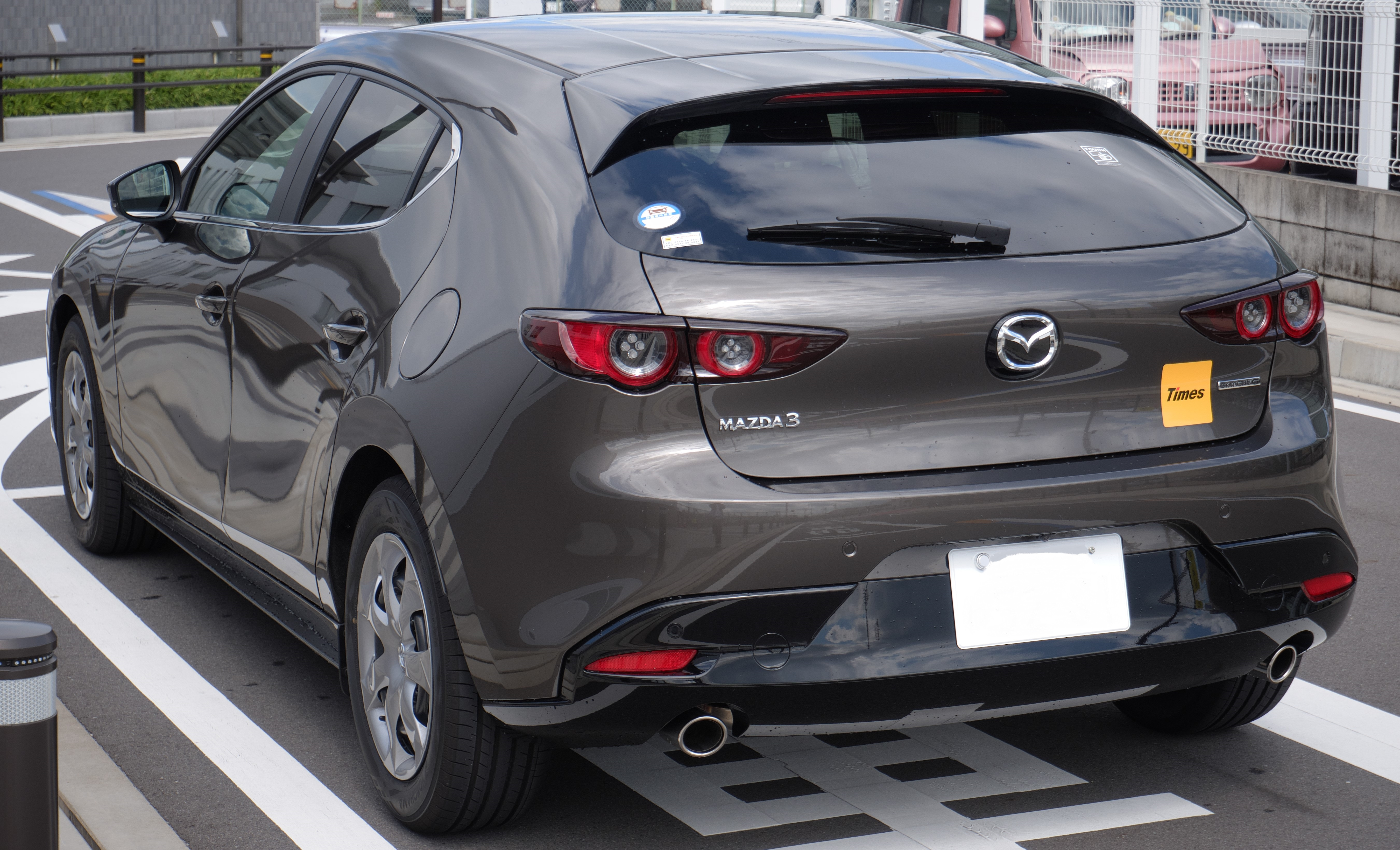
ファストバック 15C (リア)

### 年表
- 2018年（平成30年）
  - 11月28日 - ロサンゼルス・モーターショーで、Mazda3を世界初公開[2]。
- 2019年（平成31年/令和元年）
  - 4月8日 - 独「2019年レッド・ドット：ベスト・オブ・ザ・ベスト賞」を受賞[14]。
  - 5月24日 - 日本での販売を開始[4]。
  - 11月24日 -  ローマ教皇フランシスコの日本訪問に際し、広島県内での移動用車両として使用される[15][16][注釈 3]。
  - 11月25日 - 日本で「SKYACTIV-X」搭載車（マイルドハイブリッド車）の追加が発表された（12月5日発売）[9]。
  - 12月19日 - ポリメタルグレーメタリック（ext）/バーガンディ（int）の組み合わせが「オートカラーアウォード2019」でグランプリを受賞（CX-30も同時に受賞）。マツダ車での同賞受賞は2016年に受賞したロードスター RF以来3年ぶり、通算3回目の受賞となった[17]。
- 2020年（令和2年）
  - 2月13日 - 日本でガソリン車にAWD（i-ACTIV AWD）の追加設定を発表（3月12日発売）。これにより、全てのエンジンでAWD車の選択が可能となった[18]。
  - 2月13日 - 「カナダ・カー・オブ・ザ・イヤー2020」を受賞[19]。
  - 4月3日 - 日本でマツダ創立100周年を記念した「100周年特別記念車」を発表し、予約受注が開始された（6月以降発売、2021年3月31日までの期間限定受注）[20]。
    - 「15S Touring（発表当初はファストバックのみ）」、「20S L Package」、「XD L Package」、「X L Package」をベースに、バーガンディのフロアカーペットを装備し、ボディカラーには「スノーフレイクホワイトパールマイカ」を採用。フロアマットとフロントフェンダー部には創立100周年記念バッジが装着され、マツダの前身となる東洋工業が創業した際に使用されていた「丸工マーク」と現在のマツダのブランドシンボルマークを重ね合わせた創立100周年スペシャルロゴをヘッドレストやキーフォブ（キーフォブは100周年専用化粧箱入り）の刻印、センターホイールキャップのロゴに採用した。
    - CD/DVDプレーヤー、地上デジタルTVチューナー（フルセグ）、スーパーUVカットガラス（フロントドア）＋IRカットガラス（フロントガラス/フロントドア）、360°セーフティパッケージ、ボーズサウンドシステム+12スピーカーが装備され、ファストバックに設定の「15S 100周年特別記念車」にはクルージング&トラフィック・サポート、ドライビング・ポジション・サポート・パッケージ、レザーシート（パーフォレーションレザー）、交通標識認識システム（TSR）、前側方接近車両検知（FCTA）、アダプティブ・LED・ヘッドライト（ALH）、ヘッドランプ/リアコンビランプ内ユニット内シグネチャーLEDランプ、デイタイム・ランニング・ライト（DRL）、ステアリングシフトスイッチ（AT車）、自動防眩ルームミラー（フレームレス）、自動防眩ドアミラー機能（運転席側）、LEDマッドランプ（リア）、プラチナサテン加飾、合成皮革ドアトリム、リッド付フロントカップホルダー×2、グローブボックス内植毛加工も併せて装備された。

  - 4月8日 - 「2020ワールド・カー・デザイン・オブ・ザ・イヤー」を受賞[21]。マツダ車としては2016年のロードスターに続いて2度目の受賞となった。
  - 5月21日 - 日本でセダンに「SKYACTIV-G 1.5」モデルの「15S」・「15S Touring」を追加発売。4月に発表された「15S 100周年特別記念車」のセダンモデルも併せて設定された。MAZDA3の「100周年特別記念車」の発売日が6月12日となったことも併せて発表された[22]。
  - 11月19日 - 商品改良。「SKYACTIV-G 1.5」「SKYACTIV-G 2.0」モデルは発表当日より発売。「SKYACTIV-X」「SKYACTIV-D 1.8」モデルは2021年1月、ファストバック「SKYACTIV-G 2.0」モデルの6速MT車は同年2月より順次発売[23]。
    - 「SKYACTIV-X」モデルは「SPCCI（火花点火制御圧縮着火）」の燃焼制御が最適化され、ほぼ全てのエンジン回転域でトルク・出力共に向上され、最高出力が10kW (10ps) 、最大トルクが16Nmそれぞれ向上。フロントフェンダー部に「SKYACTIV-X」バッジ（専用オーナメント）が新たに装着され、リアの右下に装着されているパワートレイン名バッジをマツダの電動化技術の総称である「e-SKYACTIV」を冠した「e-SKYACTIV X」に変更された。「X 100周年記念特別記念車」はフロントフェンダー部の「SKYACTIV-X」バッジが黒文字の「SKYACTIV」から赤文字の「100YEARS」に変更した創立100周年スペシャルロゴオーナメントが装着される。
    - 「SKYACTIV-D 1.8」モデルは最高出力が8kW (14ps) 向上するとともに、より広いエンジン回転域で力強いトルクを発揮する制御に変更。アクセル操作に対して遅れなくトルクを発揮し、ドライバーの意図に忠実な応答が可能なように燃焼制御も見直された。
    - 全てのモデルでコイルスプリングやダンパー特性の改良がおこなわれたほか、追従走行機能とステアリングアシスト機能で構成されたCTSは作動上限車速を55km/hから高速域まで引き上げられ、マツダ・レーダー・クルーズ・コントロール (MRCC) の加減速制御をより人間特性に合わせて滑らかに変更された。
    - 6速MT車のラインナップが拡大され、ファストバックの「SKYACTIV-G 2.0」モデルの2WD車にも設定された。
    - 前述した「2020ワールド・カー・デザイン・オブ・ザ・イヤー」の受賞を記念し、既存の「100周年特別記念車」に、ボディカラーを「ソウルレッドクリスタルメタリック」に変えた「100周年特別記念車 2020ワールド・カー・デザイン・オブ・ザ・イヤー受賞記念モデル」を追加。本モデルでは購入記念品として納車時に専用オーナメントが進呈される。
- 2021年（令和3年）
  - 4月17日 - 「カナダ・カー・オブ・ザ・イヤー2021」を受賞。同賞としては初めて2年連続での選出となった[24]。
  - 4月26日 - 一部商品改良[25]。「e-SKYACTIV X」搭載車に、排出ガス性能と燃費改善を行ない、「平成30年排出ガス基準50%低減レベル（☆☆☆☆）」認定を新たに取得し、「2030年度燃費基準70%達成」となった[26]。
  - 10月28日 - 一部商品改良（同日より予約受付を開始、11月下旬発売）[27]。
    - 「e-SKYACTIV X」搭載車は加速時のエンジンサウンドを強調する目的で、吸気口やサイレンサーの部品を変え、シフトアップ毎の変速のタイミングとサウンドの変化をシンクロさせる。AT車はアクセルペダルを操作している感覚が明確に感じられるようペダルの反力を上げ、燃費性能の改善を実施し、ファストバックの2WD・MT車は「2030年度燃費基準75%達成」となった[28]。
    - グレード体系も一部変更され、従来の「X PROACTIVE」・「X PROACTIVE Touring Selection」に替わり、アクティブ・ドライビング・ディスプレイ、スマート・ブレーキ・サポート（SBS）、ハイ・ビーム・コントロールシステム（HBC）、レーンキープ・アシスト・システム（LAS）、ブラインド・スポット・モニタリング（BSM）などを装備し、18インチアルミホイールをメーカーオプションに設定した2WD・AT専用グレード「X Smart Edition」を追加。そのほか、ターンランプはCX-30と同じディミングターンシグナルに変え、ボディカラーは「チタニウムフラッシュマイカ」と入れ替えで新色の「プラチナクォーツメタリック」を設定し、従来はファストバック専用色だった「ポリメタルグレーメタリック」がセダンでも選択可能となった。
    - 併せて、特別仕様車「Black Tone Edition」が設定された。「15S Touring」・「20S PROACTIVE」・「XD PROACTIVE」をベースに、電動格納リモコン式カラードドラミラー（オート格納）をグロスブラックに、18インチアルミホイールをブラックメタリック塗装にそれぞれ変え、シートにレッドステッチの加飾を追加した。「15S Black Tone Edition」では、AT車にパドルシフトを特別装備した一方、スーパーUVカットガラス（フロントドア）+IRカットガラス（フロントガラス/フロントドア）とCD/DVDプレーヤー+地上デジタルTVチューナー（フルセグ）をメーカーセットオプションに変更。「20S Black Tone Edition」・「X Black Tone Edition」・「XD Black Tone Edition」はクルージング&トラフィック・サポート（CTS）も特別装備された。
- 2022年（令和4年）
  - 8月4日 - 一部商品改良（同日より予約受付開始、9月下旬以降発売）[29]。
    - ガソリン2.0L車が既存の「SKYACTIV-G 2.0」にマイルドハイブリッドシステム「Mハイブリッド」を搭載した「e-SKYACTIV G 2.0」となり、始動や発進時にモーターがアシストを行うことで音や振動を低減させ、燃料消費率を改善。マイルドハイブリッド化に伴い、車両型式がBPFJ3P型に変更された。
    - また、機種（グレード）体系が見直され、「XD」と「20S」の上位仕様を「Proactive Touring Selection」に集約。インテリアに上級内装加飾（ホーンパッドリング、エンジンスタートスイッチリング、グローブボックスノブ）が施され、ルームミラーはフレームレスの自動防眩を採用。また、シート材質スムースレザーと合成皮革ドアトリムで構成されたメーカーセットオプションが新たに設定され、ブラック/チャコール仕様の「ブラックレザーパッケージ」と、ファストバック専用のレッド仕様「バーガンディレザーパッケージ」が設定された。
- 2023年（令和5年）
  - 4月6日 - 商品改良を発表（同日より予約受付開始、6月上旬発売）[30]。
    - AT誤発進抑制制御は従来の車・壁などの障害物に加えて歩行者（前方）も検知対象となり、グレード別設定の「ドライバー・モニタリング」にはドライバーのわき見を検知すると画面表示と警告音を用いて注意を促すわき見警報機能が追加された。
    - センターディスプレイが10.25インチに大型化され、Apple CarPlayのワイヤレス接続に対応し、ワイヤレス充電（Qi）とUSB Type-C端子（照明付）を追加。コネクテッドサービスはCX-60向けに提供されていた見守りプラン（SKYACTIV-G 1.5搭載車を除く）とリモートエンジンスタート（AT車のみ）が利用可能となった。
    - ボディカラーはソニックシルバーメタリックに替わってセラミックメタリックが追加された。
    - 機種（グレード）体系が整理され、「15S」と「X」はファストバック専用機種へ移行。併せて「X」は4WDのみの設定となり、既存の「Black Tone Edition」に「Smart Edition」と「Proactive Touring Selection」を加えた3種類に整理。MT車はファストバックの「15S Touring」と「20S Proactive」への設定が廃止された。

  - 9月4日 - 特別仕様車「Retro Sports Edition（レトロスポーツエディション）」が発表された（同日より予約受付開始、10月中旬以降発売）[31]。
    - 「Black Tone Edition」をベースに、シートはテラコッタの合成皮革（サイドサポート部）とブラックのレガーヌ（セーレンが開発したスエード調の生地、背もたれ前面と座面中央）のコンビシートを採用するとともに、インパネデコレーションパネルをブラックのレガーヌ、インテリア加飾をガンメタリックにそれぞれ変更され、ニーレストパットやアームレスト（ドア・フロントセンター）にテラコッタのステッチが施された。セダンはファストバックに採用されているダークメタルのシグネチャーウイングも装備される。
    - 装備面が強化され、カタログ機種では採用されていない自動防眩ルームミラー（フレームレス）、LEDマップランプ（リア）、ボーズサウンドシステム（AUDIOPILOT2+Centerpoint2）+12スピーカーが特別装備され、AT車はMT車に標準装備されている「ドライビング・ポジション・サポート・パッケージ」も特別装備された。ファストバックの「15S Retro Sports Edition」はFCTA、CTS、TSR、ALH、ユニット内シグネチャーLEDランプ（ヘッドランプ&リアコンビランプ）、DRL、ドアミラー自動防眩機能（運転席）、車載通信機（コネクティッドサービス対応）、バーグラアラームシステムも合わせて装備される。
- 2024年（令和6年）
  - 8月1日 - 商品改良を発表（同日より予約受注を開始、10月上旬発売）[32]。
    - 機種体系が刷新され、継続設定となる「S Package」がコアグレード、「Touring」が上質グレードにそれぞれ位置付けられ、これに、継続設定の特別仕様車「Retro Sports Edition」とファストバック専用の新しいベースグレード「15C」の大きく4つに整理。ファストバックに設定されていた「X Touring」は廃止となった。
    - メーカーセットオプションにはアルミホイールとドアミラーカバーを黒に変更可能な「ブラックアピアランスパッケージ」を「S Package」に設定された。
    - ファストバックの「15C」を除く全機種はコネクテッドサービスの提供機能が拡充され、Amazon Alexaへの対応や「マツダオンラインナビ」が採用された。（「マツダオンラインナビ」の利用には、ショップオプションの専用SDカードが必要）
    - また、後席の乗員取り残しや荷物の置忘れ防止のためにドライバーへの注意喚起を行うリアシートアラートを全機種に装備された。

  - 11月29日 - CX-5、CX-30、MAZDA2と共に新機種の追加を発表（12月25日発売）[33]。
    - 「S Pakcgae」に設定されていた「ブラックアピアランスパッケージ」が「Black Selection」として単独機種化され、「20S Black Selection」はセダンに加えてファストバックにも設定。ファストバックは「S Package」を「XD」のみの設定に集約するとともに、「SKYACTIV-G 1.5」モデルの機種体系が拡充され、360°ビューモニターなどを装備した「15C i Selection」とスムースレザー素材のシートや本革巻ステアリング、運転席10Wayパワーシート&ドライビングポジションメモリー機能、ALHなどが装備された「15S Leather Touring Selection」が追加された。

## モータースポーツ
マツダは2023年からスーパー耐久シリーズにST-Qクラスにおいて、2023年と2024年はMAZDA3 Bio コンセプトとして、2025年からは3 フューチャー コンセプトをカーボンニュートラルの次世代バイオディーゼル燃料の普及に向けた実証実験としてマツダ・スピリット・レーシングから参戦させている。

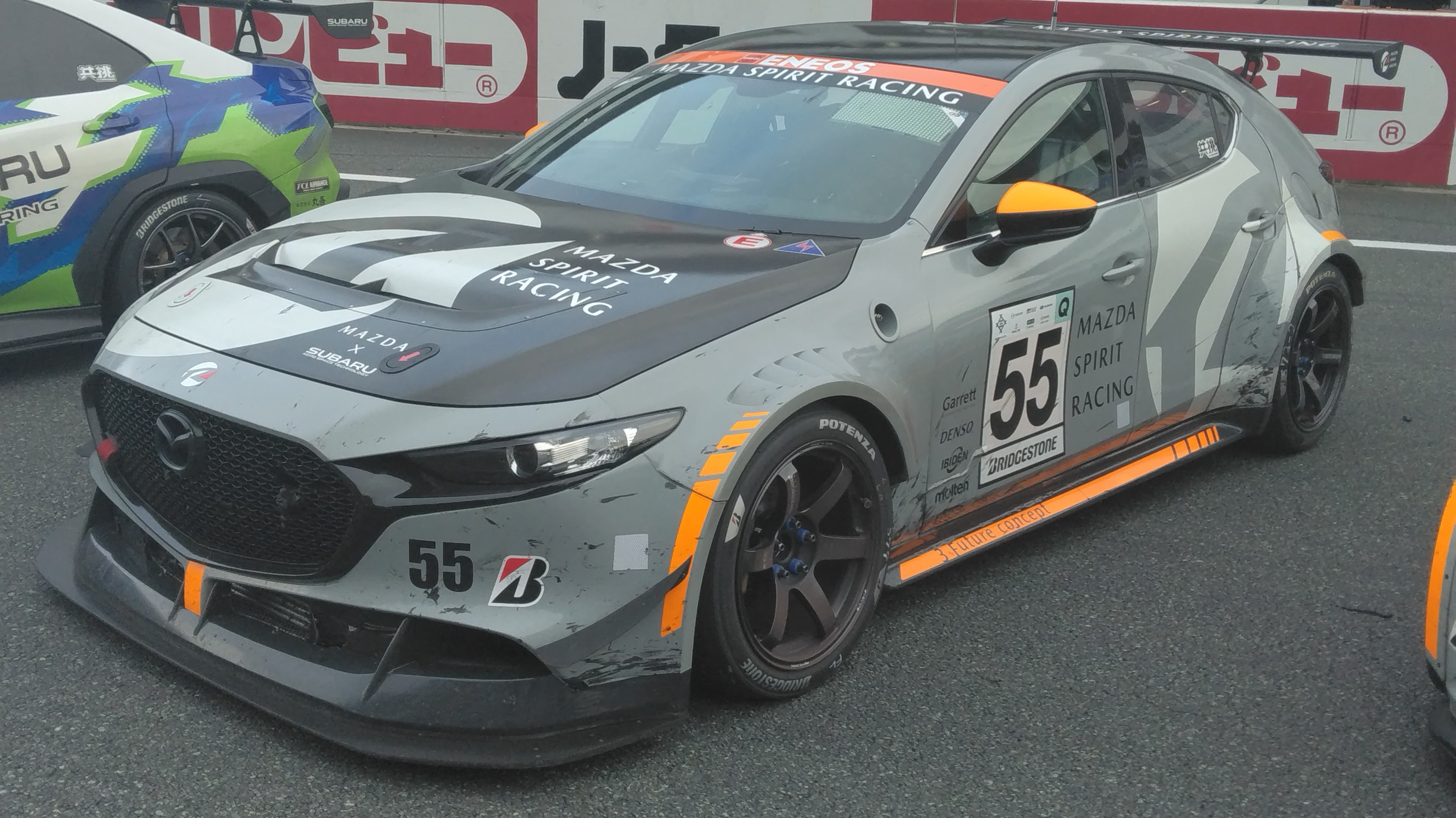
2025年富士24時間レース完走後グリッドウォークにて